# Linderiella occidentalis
Linderiella occidentalis је животињска врста класе Crustacea која припада реду Anostraca и фамилији Linderiellidae.

## Угроженост
Ова врста је на нижем степену опасности од изумирања, и сматра се скоро угроженим таксоном.

## Распрострањење
Држава Калифорнија у САД су једино познато природно станиште врсте.

## Станиште
Станиште врсте су слатководна подручја.